# Ceresium nitidicolle
Ceresium nitidicolle är en skalbaggsart som beskrevs av Fauvel 1906. Ceresium nitidicolle ingår i släktet Ceresium och familjen långhorningar. Inga underarter finns listade i Catalogue of Life.